# Amadocos III
Amadocos III (en grec antic Αμάδοκος, Amàdokos) era un dels prínceps odrisis de Tràcia que es disputaven el país contra el Regne de Macedònia. Filip V de Macedònia el va fer presoner l'any 184 aC, segons diu Titus Livi.